# Drac Baró de Nou Barris
En drac Baró és l'element festiu de Nou Barris, Barcelona. És una peça foguera vinculada a la colla de diables del barri, una entitat que va néixer el 1981 per divulgar les tradicions catalanes lligades al foc, en una zona de la ciutat on una gran part de la població va venir de fora de Catalunya. La bèstia, que té una trentena de punts per on treu foc, és empesa per dues persones i es mou gràcies a les rodes que porta sota l'estructura.
En Baró va néixer el 1986 per iniciativa del Grup de Foc de Nou Barris, que a poc a poc anava guanyant nous elements per animar les actuacions dels diables. N'encarregaren la construcció a l'artista Joan Miró Oro i es va presentar al barri aquell mateix any. El drac que participa avui en les cercaviles i en espectacles pirotècnics de la colla és una còpia de l'original que es va fer el 2003 per poder conservar el vell.
En Baró és una figura que té una funció important en el calendari festiu de Nou Barris: participa en els actes de cultura popular de més anomenada que es fan durant la festa major i també surt al Festival de Foc de Nou Barris (Trinitàrium), que coincideix amb la fi de la festa de la Trinitat Nova. D'una altra banda, el podem veure cada any al correfoc de les festes de la Mercè i en més espectacles pirotècnics de la ciutat on és convidat.